# Lincoln Building (Union Square, Manhattan)
Das Lincoln Building ist ein neuromanisches Gebäude in Manhattan, New York. Es befindet sich am 1 Union Square West und ist im National Register of Historic Places verzeichnet. Es wurde 1887 vom Architekten R.H. Robertson erbaut, dem gleichen Architekten des späteren ersten Wolkenkratzers in Manhattan, dem Park Row Building. Das Lincoln Building hat insgesamt 9 Etagen.

## Geschichte
Das Gelände auf dem das Gebäude heute steht, war ursprünglich Teil des Gebiets der Henry Springler Farm und blieb es auch bis in das Jahr 1958 hinein. Das Gebäude ersetzte vier kleinere Bauten auf dem Gelände und beherbergte Büros, wie das von Alfred Zucker.